# 鸡林朝鲜族乡
鸡林朝鲜族乡（中国朝鲜语：／）是中华人民共和国黑龙江省鸡西市鸡东县下辖的一个民族乡。

## 行政区划
鸡林朝鲜族乡下辖以下村级行政区划单位：
鸡林村、东兴村、东明村、进兴村、永光村和前进村。